# فرودگاه آبی بافلوو ناروز
فرودگاه آبی بافلوو ناروز (به انگلیسی: Buffalo Narrows Water Aerodrome) یک فرودگاه همگانی است که یک باند فرود آب دارد. این فرودگاه در کشور کانادا قرار دارد و در ارتفاع ۴۲۱ متری از سطح دریا واقع شده‌است.